# Naruto Shippuden: Vincles
Naruto Shippuden: Vincles (劇場版 NARUTO 疾風伝 絆, Gekijōban Naruto Shippūden: Kizuna) és una pel·lícula d'anime de 2008 basada en la sèrie de manga i anime de Masashi Kishimoto. Estrenada el 2 d'agost de 2008, es va anunciar a Shūkan Shōnen Jump juntament amb la data de llançament del DVD de la primera pel·lícula de Shippuden.
El tràiler de la segona pel·lícula es va emetre amb els episodis 40 i 41, i de nou amb els episodis 66 i 67. En els episodis 70 i 73, la seqüència inicial es va substituir per imatges de la pel·lícula. El tema principal de la pel·lícula "No Rain No Rainbow" és interpretat per Home Made Kazoku. La pel·lícula està ambientada després de l'episodi 69.
Es va estrenar a la plataforma AnimeBox el 7 de juliol de 2023 amb doblatge i subtítols en català.

## Argument
Un grup de misteriosos ninges voladors arriben de més enllà de l’oceà per a llançar un atac sorpresa a la Vila de la Fulla, deixant al seu pas una reguera de destrucció. Es descobreix que són ninges provinents del País del Cel, una nació que es creia que havia estat destruïda per la Vila de Fulla fa molts anys. Per a salvar la seva vila, en Naruto i els seus amics han d'aturar aquesta nova amenaça. Durant la missió, en Naruto es creuarà amb en Sasuke, el seu amic que va decidir prendre un altre camí i separar-se de la Vila de la Fulla.